# Malcolm Sinclair (dyplomata)
Malcolm Sinclair (ur. 1690, zm. 17 czerwca 1739 pod Zieloną Górą) – szwedzki szlachcic, oficer i ambasador, zabity przez dwóch rosyjskich oficerów w drodze do domu z Imperium Osmańskiego. Jego śmierć była jednym z powodów wybuchu wojny szwedzko-rosyjskiej (1741–1743), a także była inspiracją dla powstania utworu „Sinclairvisan” autorstwa Andersa Odela.

## Życiorys
Sinclair urodził się w 1690 w rodzinie imigrantów ze Szkocji, którzy osiedlili się w Szwecji w XVII wieku. W 1708 został podporucznikiem pułku Svea livgarde szwedzkiej armii. Późnym 1707 brał udział w prowadzonej przez Karola XII inwazji na Rosję w czasie III wojny północnej. Został wzięty do niewoli w okolicy Przewłocznej. Był więziony w Kazaniu do 1722, kiedy to wrócił do Szwecji i został mianowany porucznikiem.
W 1737 został wysłany do Imperium Osmańskiego, żeby zdobyć informacje na temat przebiegu wojny rosyjsko-tureckiej. W lipcu 1738 Sinclair, wówczas major Upplands regemente i członek Sekretnego Komitetu, wyruszył do Imperium Osmańskiego po raz drugi, by spróbować polepszyć relacje dyplomatyczne między Szwecją a Osmanami. Wziął ze sobą kopię listu, który został również wysłany innym kurierem. List był przeznaczony do dostarczenia szwedzkim ministrom w Konstantynopolu. Dotyczył on proponowanej negocjacji z Imperium Osmańskim w celu zawarcia przymierza przeciwko Rosji. Mimo że misja była trzymana w sekrecie, dowiedział się o niej Michaił Bestużew-Riumin, rosyjski poseł w Sztokholmie, i przekazał tę informację wraz z portretem Sinclaira dla rosyjskiego rządu. Proponował zabicie Sinclaira i zrzucenie winy za to na hajdamaków w celu uniknięcia konfliktu.
Sinclair ukończył swoją misję i początkiem kwietnia 1739 opuścił Konstantynopol z listem od sułtana i wielkiego wezyra. Miał ze sobą też obligacje, które Karol XII zostawił tureckiemu rządowi podczas jego pobytu w Imperium Osmańskim. Podejrzewał, że Rosjanie mogą go poszukiwać, przez co z początku podróżował wraz z Osmanami, a następnie Polacy eskortowali go w drodze na terytorium Austrii. 17 czerwca został schwytany przez dwóch rosyjskich oficerów, kapitana Kütlera i porucznika Lewitzkiego, którzy zostali wysłani przez marszałka Burkharda Christopha Münnicha. Oficerowie odebrali Sinclairowi dokumenty, a następnie zabrali go do lasu pod Zieloną Górą, gdzie został zabity i okradziony.

## Reakcja na śmierć
Historia śmierci Sinclaira została opowiedziana przez francuskiego kupca Couturiera, który towarzyszył Sinclairowi w jego podróży. Został najpierw zabrany do Drezna, gdzie przetrzymywali go Rosjanie. Został wypuszczony z więzienia i w ramach rekompensaty otrzymał 500 dukatów. Wybrał się do Sztokholmu, gdzie zeznał w sprawie morderstwa. Rosyjski rząd zaprzeczał odpowiedzialności za śmierć Sinclaira. Oficerowie, którzy dokonali zabójstwa zostali zesłani na Syberię, jednak po objęciu władzy przez Elżbietę Romanową zostali awansowani i przeniesieni do Kazania.
W Szwecji śmierć Sinclaira spowodowała wzrost nienawiści przeciwko Rosji i doprowadziła do wybuchu wojny w 1741.
W 1909 w lesie pod Zieloną Górą, gdzie Sinclair został zabity, szwedzki rząd postawił pomnik, który go upamiętnia.